# ラスムス・ファルク
ラスムス・ファルク（Rasmus Falk、1992年1月15日 - ）は、デンマーク・ミゼルファート出身のプロサッカー選手。サッカーデンマーク代表。FCコペンハーゲン所属。ポジションはFW。

## 経歴

### クラブ
地元クラブでプレーを始め、2005年にオーデンセBKに入団。同期入団にはクリスティアン・エリクセンがいた。2010年、オーフスGF戦でプロデビュー。
2016年1月、FCコペンハーゲン入団内定が発表された。なおオールボーBKとの契約満了後、夏に入団する予定のため、違約金は発生しない。7月、正式に入団し4年契約を結んだ。

### 代表
ユース年代からデンマーク代表に選出されている。
2013年8月、A代表初招集。翌月の2014 FIFAワールドカップ・ヨーロッパ予選・マルタ戦で初キャップ。試合には2-1で勝利した。

## 代表歴
- デンマークU-16
- デンマークU-17
- デンマークU-18
- デンマークU-19
- デンマークU-21
  - UEFA U-21欧州選手権2015
- デンマーク代表
  - 2014 FIFAワールドカップ・ヨーロッパ予選

## タイトル

### クラブ
コペンハーゲン
- デンマーク・スーペルリーガ: 2016–17
- デンマーク・カップ: 2016–17